# Stronger Than Death
Stronger Then Death – jest drugim albumem heavymetalowej grupy Black Label Society, wydany 18 kwietnia 2000 roku.

## Lista utworów
1. All For You  - 3:59
2. Phoney Smiles & Fake Hellos  - 4:16
3. 13 Years Of Grief  - 4:11
4. Rust  - 6:08
5. Superterrorizer  - 5:33
6. Counterfeit God  - 4:18
7. Ain't Life Grand  - 4:39
8. Just Killing Time  - 4:55
9. Stronger Than Death  - 4:52
10. Love Reign Down  - 8:03

## Skład
- Zakk Wylde - wokal, gitara, gitara basowa, pianino
- Phil Ondich - perkusja
- Mike Piazza - gościnnie wokal w tytułowej piosence